# Georg Kotek

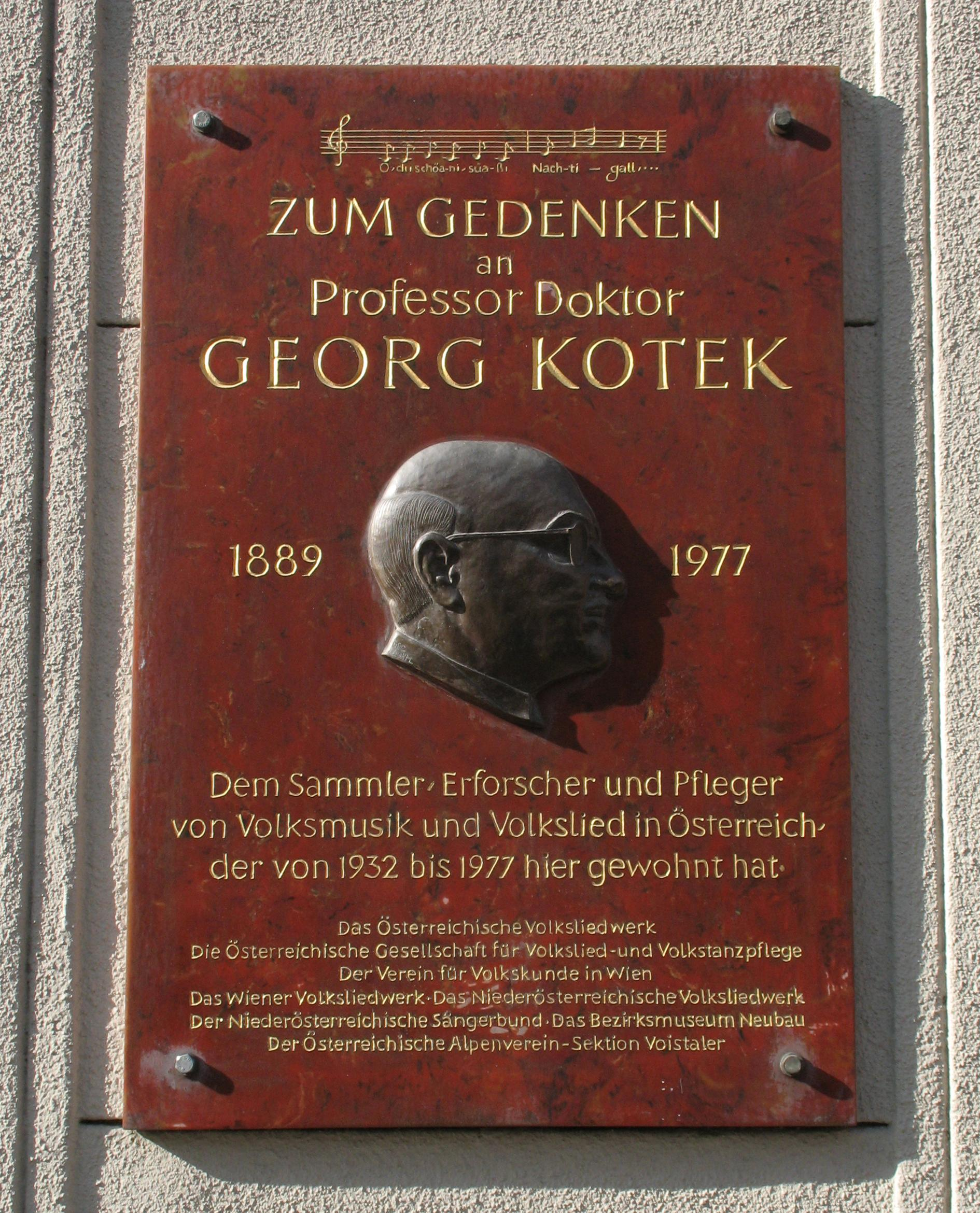
Gedenktafel an Koteks ehemaligem Wohnhaus in Wien

Georg Kotek (* 4. März 1889 in Wien; † 2. November 1977 in Purkersdorf) war ein österreichischer Volksliedforscher und -sammler, der sich besonders um die niederösterreichische Volksliedsammlung verdient gemacht hat.

## Leben
Kotek studierte Jus an der Universität Wien und promovierte 1907. An der Wiener Musikakademie studierte er Stimmbildung, Gesangs- und Musiktheorie, 1935 erhielt er den Ehrentitel „Professor“.
Kotek war hauptberuflich als Jurist bei den Wiener Elektrizitätswerken tätig, zuletzt als Verwaltungsdirektor. 1920 war er Gründer der Gewerkschaft der Unternehmungsangestellten. 1909 trat Kotek in den Wiener Volksgesangsverein ein, dessen Vorstand er von 1924 bis zu seinem Tode 1977 war. Er war Mitherausgeber der Zeitschrift Das deutsche Volkslied und initiierte von 1932 bis 1938 mit der Radio Verkehrs AG (RAVAG) Volksliedgesänge in allen Regionen Österreichs, die für das Radio aufgezeichnet wurden. 1959 wurde ihm die Ehrenmedaille der Bundeshauptstadt Wien verliehen. Koteks über 7.000 Bände umfassende Bibliothek zu Volksliedern ist heute Bestandteil des Zentralarchivs des Österreichischen Volksliedwerkes. Neben Schrift- und Tondokumenten sammelte er auch traditionelle Musikinstrumente. Diese Sammlung wurde nach seinem Tod vom Österreichischen Museum für Volkskunde erworben.

## Politisches Engagement
Kotek war von 1919 bis zum Verbot 1934 Mitglied der SDAP, danach im austrofaschistischen Ständestaat unterstützendes Mitglied der paramilitärischen Heimwehr. Nach dem „Anschluss“ 1938 beantragte er im Juli desselben Jahres die Aufnahme in die NSDAP und gab dabei an, schon in der Verbotszeit Veranstaltungen für illegale NSDAP-Mitglieder in der Josefstadt (8. Wiener Gemeindebezirk) durchgeführt zu haben. Koteks Antrag wurde jedoch zuerst zurückgestellt und erst 1944 wiederaufgenommen, da er bei den Elektrizitätswerken als „Konjunkturritter“ galt, war er doch rasch von den Sozialdemokraten zur Heimwehr gewechselt und 1935 sogar mit dem Titel „Professor“ geehrt worden.
Kotek war auch in der Zeit des Nationalsozialismus Hauptschriftleiter von Das deutsche Volkslied geblieben und wurde bei den Elektrizitätswerken zum Abteilungsleiter befördert. Noch Ende 1944 verwies er in Briefen an die Reichsmusikkammer auf das von seinem Vorbild Josef Pommer durchgesetzte „Arierprinzip“ in der Monatszeitschrift seit 1889.

## Ehrungen
- 1966 wurde ihm die Raimund-Zoder-Medaille verliehen
- 1982 wurde in Wien-Döbling der Kotekweg nach ihm benannt.[1]

## Privates
Kotek war verheiratet und hatte zwei Kinder.

## Werke (Auswahl)
- 20 Jodler aus Österreich. Zusammengestellt von Georg Kotek. Verlag des Deutschen Volksgesangvereines in Wien, 1935
- Volkslieder um Schneeberg und Semmering, 1942
- Unsere Spielmusik, 1943 (mit Raimund Zoder)
- Stimme der Heimat, 3 Bände, 1948–54
- Im Heimgarten, 1949
- Stille Stunden, 1950